# Stanisław Wielgus
Stanisław Wojciech Wielgus (Wierzchowiska Drugie, 1939. április 23. –), a Płocki egyházmegye püspöke, majd a Varsói főegyházmegye érseke. 2006. december 12-én XVI. Benedek nevezte ki erre a posztra. A posztját 2007. január 5-én foglalta el, és január 7-én mondott le róla. Egy órával a beiktatási ceremónia megkezdése előtt jelentette be lemondását a körülötte kialakult híresztelés miatt, amely szerint a kommunista időkben kapcsolata volt Biztonsági Szolgálattal ( Służba Bezpieczeństwa).

## Életrajza

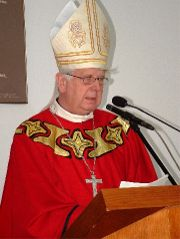
Stanisław Wojciech Wielgus

1973 és 1975 között, majd később 1978-ban, mikor Joseph Ratzinger lett a professzor, akkor a Müncheni Egyetemen tanult. Stanisław Wielgus, elismert kutatója volt a lengyel filozófiának és a középkori filozófiának, aki harminc éven át a Lublini Katolikus Egyetem filozófia tanszékének tanára volt. Wielgus Atya három cikluson át az egyetem rektora volt. 1999-ben II. János Pál pápa a Płocki egyházmegye püspökévé nevezte ki. Ezt a posztot az év augusztusától töltötte be. Ezt a pozíciót 2006. december 6-áig töltötte be, mikor a pápa kinevezte Varsó érsekének.